# Торнильо, Марк
Марк Торнильо (англ. Mark Tornillo; 8 июня 1954, Нью-Джерси, США) — американский певец, в основном стал известен своим участием в рок-группе Accept.

## Биография
Марк Торнильо родился 8 июня 1954 года в Нью-Джерси, США. В 1983 году в Рочестере, штат Нью-Йорк вместе с друзьями организовал группу TT Quick и вплоть до 2009 года находился в её составе. Группа исполняла хеви-метал, однако особого успеха не достигла, выпустив всего лишь 6 альбомов за всю историю, из них только 3 «номерных».
В 2009 году, после отказа Удо Диркшнайдера участвовать в возрождении Accept, приглашён во вновь созданную группу, участвовал в подготовке и записи альбома Blood of the Nations, исполнил в нём вокальную партию.

## Дискография
TT Quick
- TT Quick, 1984 (мини-альбом)
- Demo, 1985 (демозапись)
- Metal of Honor, 1986
- Sloppy Seconds, 1989
- Thrown Together, 1992 (концертный альбом)
- Inc, 2000[3]

Accept
- Blood of the Nations, 2010
- Stalingrad, 2012
- Blind Rage, 2014
- The Rise of Chaos, 2017
- Too Mean to Die, 2021